# 宮本武蔵 (1975年のテレビドラマ)
『宮本武蔵』（みやもとむさし）は、1975年10月7日 - 1976年3月30日に関西テレビ制作、フジテレビ系列で放送された時代劇テレビドラマ。吉川英治の小説『宮本武蔵』を原作とする。全26話。放送時間は毎週火曜22:00 - 22:54。
主人公の武蔵を十代目市川海老蔵（のちの十二代目市川團十郎）が演じ、評価を得たとして放送批評懇談会ギャラクシー賞第36回期間奨励を受賞していた。
お杉を演じた任田順好は宮本武蔵 (1973年の映画)においても同役を演じている。
ビデオおよびDVD販売されていないばかりか、長年地上波・衛星波通じて再放送の機会にも恵まれなかったが、2009年10月5日より時代劇専門チャンネルでハイビジョン化、2016年10月からBSジャパンで再放送されている。

## あらすじ
新免村の武蔵は、救いのない暴れ者として村中の人々から嫌われていた。そんなある日、悪友の又八に誘われて関ヶ原の戦いで一旗揚げようとするが、属していた宇喜多秀家軍は敗れてしまい、武蔵は敗軍の侍として残党狩りに追われる立場となる。
原作に忠実に、武蔵がライバル・佐々木小次郎と巌流島で対決するまでを描く。

## キャスト
- 新免武蔵（しんめん たけぞう）→宮本武蔵：市川海老蔵

- 佐々木小次郎：浜畑賢吉
- お通：小林由枝
- 朱美：沢かおり
- お甲：吉行和子
- 又八：目黒祐樹

- 沢庵：田村高廣

- 日観：中村鴈治郎

- ナレーター/柳生石舟斎：宇野重吉

- 城太郎：吉岡靖彦→比嘉辰也→小林芳宏
- 吉岡清十郎：宗方勝巳
- 吉岡伝七郎：長谷川明男
- 祇園藤次：柳沢真一
- 宝蔵院胤舜：北上弥太朗
- 柳生兵庫助：川口恒
- 柳生但馬守：御木本伸介
- 長岡佐渡：大友柳太朗
- 池田輝政：伊藤孝雄
- 土井利勝：北原将光
- 真田幸村：長門勇
- 本阿弥光悦：神山繁
- 庄田喜左衛門：牧冬吉
- お吟（武蔵の姉）：入江若葉
- 宮本伊織：佐藤宏之
- 宍戸梅軒：小池朝雄（特別出演）
- お紋：磯村みどり
- 吉野太夫：松坂慶子
- お杉：任田順好
- 夢想権之助：市川段四郎
- 南保：青木義朗
- 青木丹左衛門：汐路章
- 辻風典馬：藤岡重慶
- 赤壁八十馬：小島三児
- 壬生源左衛門：竜崎一郎
- 宮本源内：佐々木剛
- 庄三郎：浜田寅彦
- おしん：森川千恵子
- 北条新蔵：沼田曜一
- 山中甚助：和崎俊哉
- 子竜：佐藤允
- ぬい：倉野章子
- 玄心：内田勝正
- 厨子野耕介：今福正雄
- 小西雪姫：本阿弥周子
- 愚堂：浜村純
- 彦八：石田信之

## 各話タイトル
1. 青春の関ヶ原
2. 暴風雨の千年杉
3. 挑戦・吉岡道場
4. 決斗・般若坂
5. 死を賭けた野望
6. 小次郎登場
7. くさり鎌と風車
8. 宿敵の二人
9. 対決の蓮台寺野
10. 白刃の道
11. 決斗・三十三間堂
12. 一乗寺の決斗
13. 剣の道と恋の道
14. 秘剣棒術破り
15. ふたり武蔵
16. 死闘!七対一
17. 血風燕返し
18. 対決!唐人剣
19. 二刀流開眼
20. 青雲の涯て
21. 栄達の門
22. 雪姫無残
23. 二刀も一刀
24. 厳流の挑戦状
25. めぐりぞ逢わん
26. 巌流島・慶長17年4月13日

## スタッフ
- 原作：吉川英治
- プロデューサー：大塚貞夫（歌舞伎座テレビ）、佐谷均午（関西テレビ）
- 音楽：岩代浩一
- 監督：池広一夫、田中徳三、安田公義、倉田準二、西山正輝、荒井岱志、深田昭、家喜俊彦
- 脚本：加藤泰、八尋大和、宮川一郎、梅林喜久生、鈴木兵吾、鈴木生朗
- 製作担当：矢島進
- 撮影：藤原三郎、中村富哉
- 題字：栗原廬水
- 製作協力：松竹株式会社、京都映画株式会社
- 制作：関西テレビ、歌舞伎座テレビ